# Segundo René Coba Galarza
Segundo René Coba Galarza (ur. 26 września 1957 w Quito) – ekwadorski duchowny rzymskokatolicki, biskup Ibarry od 2020.

## Życiorys
Święcenia prezbiteratu otrzymał 3 lipca 1982 i został inkardynowany do archidiecezji Quito. Był m.in. wychowawcą w niższym seminarium, wikariuszem generalnym archidiecezji oraz sekretarzem wykonawczym komisji Episkopatu Ekwadoru ds. duchowieństwa i życia konsekrowanego.
7 czerwca 2006 został mianowany biskupem pomocniczym Quito i biskupem tyularnym Vegesela in Byzacena. Sakry biskupiej udzielił mu 11 sierpnia 2006 abp Raúl Eduardo Vela Chiriboga.
18 czerwca 2014 otrzymał nominację na biskupa polowego Ekwadoru, zaś 12 grudnia 2019 został przeniesiony na stolicę biskupią w Ibarra (urząd objął 1 lutego 2020).
W latach 2014-2019 był sekretarzem generalnym ekwadorskiej Konferencji Episkopatu.